# Paravilla cinerea
Paravilla cinerea är en tvåvingeart som först beskrevs av Cole 1923.  Paravilla cinerea ingår i släktet Paravilla och familjen svävflugor. Inga underarter finns listade i Catalogue of Life.